# エペイオス

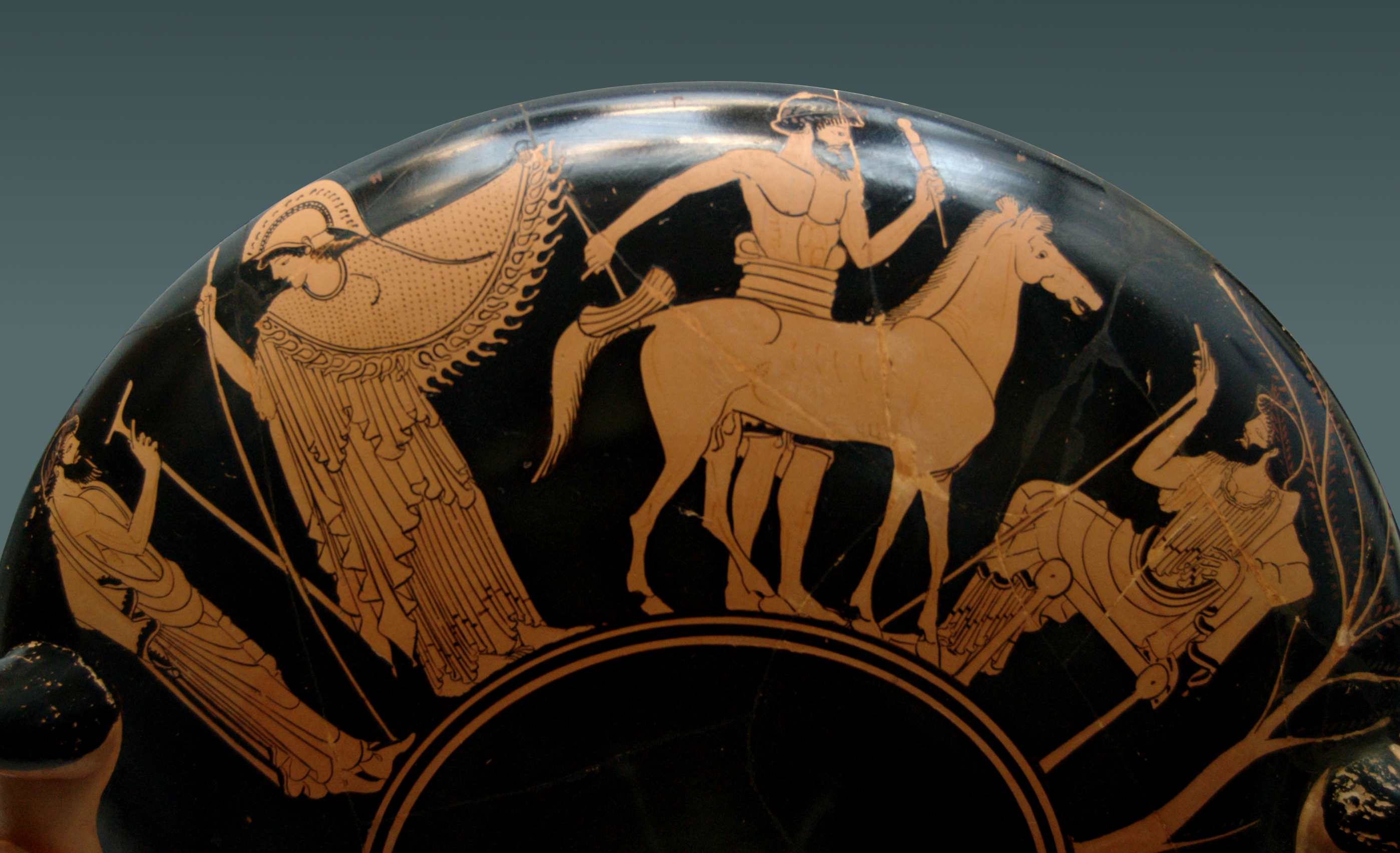
木馬を建造するエペイオス（パノペウスの子）。イタリア、ヴルチから出土した紀元前480年頃のキュリクス。ミュンヘン、州立古代美術博物館所蔵。

エペイオス（古希: Ἐπειός, Epeios, ラテン語: Epeus, Epius）は、ギリシア神話の人物である。主に、
- エンデュミオーンの子
- パノペウスの子

が知られている。以下に説明する。

## エンデュミオーンの子
このエペイオスは、エーリスの王エンデュミオーンの子で、パイオーン、アイトーロス、エウリュキュダーと兄弟。コローノスの娘アナクシロエーとの間にヒュルミナーをもうけた。ヒュルミナーはポルバースの妻で、アクトールの母であり、アクトールはモリオネの父。
父エンデュミオーンは後継者を徒競走の勝利者とし、エペイオスが勝利したので王位を継承し、これにちなんでエーリス人をエペイオス人（エペイオイ）と呼ぶようになったといわれる。その後、ピーサの王オイノマオスを殺して王となったペロプスにオリュンピアを奪われた。エペイオスの死後、アイトーロスが王となった。

## パノペウスの子
このエペイオスは、パノペウスの子である。パノペウスはアイギーナ島の王アイアコスの子のポーコスの子。またアイグレーという姉妹がいた。トロイア戦争に参加した武将の1人で、優れた拳闘家、工匠であり、トロイアの木馬の建造者として知られる。
一説によると、エペイオスはキュクラデス諸島の軍勢30隻を率いてトロイア戦争に参加したといわれ、パトロクロスの葬礼競技では拳闘でエウリュアロスに勝利したが、戦争では目立った活躍をしなかった。
しかしトロイア戦争の末期、エペイオスはオデュッセウスが木馬作戦を提案するのを聞き、胴体の内部が空洞になった強大な木馬を建造した。あるいはアテーナーに助けられて、あるいはアテーナーに助言されて、またあるいはヘレノスの予言によって建造したともいわれる。
スミュルナのクイントゥスによれば、オデュッセウスが作戦会議で木馬作戦を提案した夜、エペイオスの夢にアテーナーが現れて木馬の建造を命じ、女神自身もそれを手伝うと述べたという。エペイオスは木馬の扉の開閉やはしごの出し入れを知りぬいているため、木馬作戦に参加し、最後に乗り込んだ。そして木馬がトロイアに運び込まれたとき、シノーンの合図で木馬の扉を開いて戦士たちを外に出した。